# ポルトゥカーレ伯領

ポルトゥカーレ伯領
Condado Portucalense (ポルトガル語)
Condado de Portucale (ポルトガル語)

ポルトゥカーレ伯領（第二期）の位置

現在のノルテ地方

ポルトゥカーレ伯領（ポルトゥカーレはくりょう、ポルトガル語: Condado Portucalense, Condado de Portucale）は、今日のポルトガル、ノルテ地方の沿岸部に一致するポルトおよびブラガ周辺に存在した諸侯領である。9世紀から12世紀までの間はレオン王国の封土であった。

## 概要

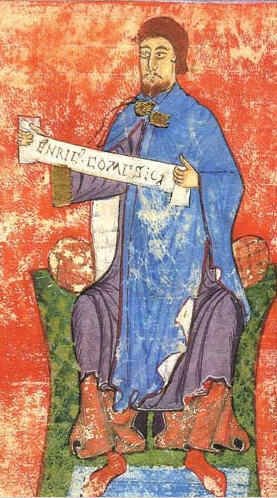
13世紀の記録文書に描かれたポルトゥカーレ伯エンリケ

ポルトゥカーレ伯領の誕生は、伝統的に866年のヴィマラ・ペレス伯によるポルトへの国土回復運動（レコンキスタ）の目的で設置したことに求められ、レオン国王アルフォンソ3世によって成立したとされている。伯領はレオン王国内において、その自治の度合いを変えながら存続したが、ガリシア王国が短期間分裂していたさなかの1071年にヌノ2世・メンデスがガリシア国王ガルシア2世により敗死させられた。これにより伯領の独立は廃されてガリシア王領内に留まることとなり、続いてサンチョ2世とアルフォンソ6世が統治するレオン王国に再統合された。
ポルトガルを含むガリシア伯領は、アルフォンソ6世から婿のライムンドに継承されたが、1096年にアルフォンソ6世はポルトゥカーレ伯領を分離させ、別の婿のエンリケに与えた。エンリケは、アルフォンソの娘（庶子）テレサの夫であった。
後を継いだエンリケの息子アフォンソ・エンリケスは領土を拡大し、自身の王号は当然のことと考えるまでになった。アフォンソは1128年に権力を掌握し、のちには侵入した母テレサの軍勢をギマランイス付近のサン・マメーデの戦いで撃破した。この戦いの後には十字と「ポルトガル」の文字を刻んだ印章を作成している。アフォンソはエントレ・ドウロ・イ・ミーニョ（ドウロ川・ミーニョ川間の地域）の貴族の支援を受けながら勝利しつづけ、1139年にオーリッケの戦いで勝利したことで「ポルトガル王」としての即位を宣言した。
最終的には、カスティーリャ国王アルフォンソ8世は1143年のサモラ条約で、ポルトガルの事実上の独立を認めた。ポルトガル王国の成立である。

## 歴代伯

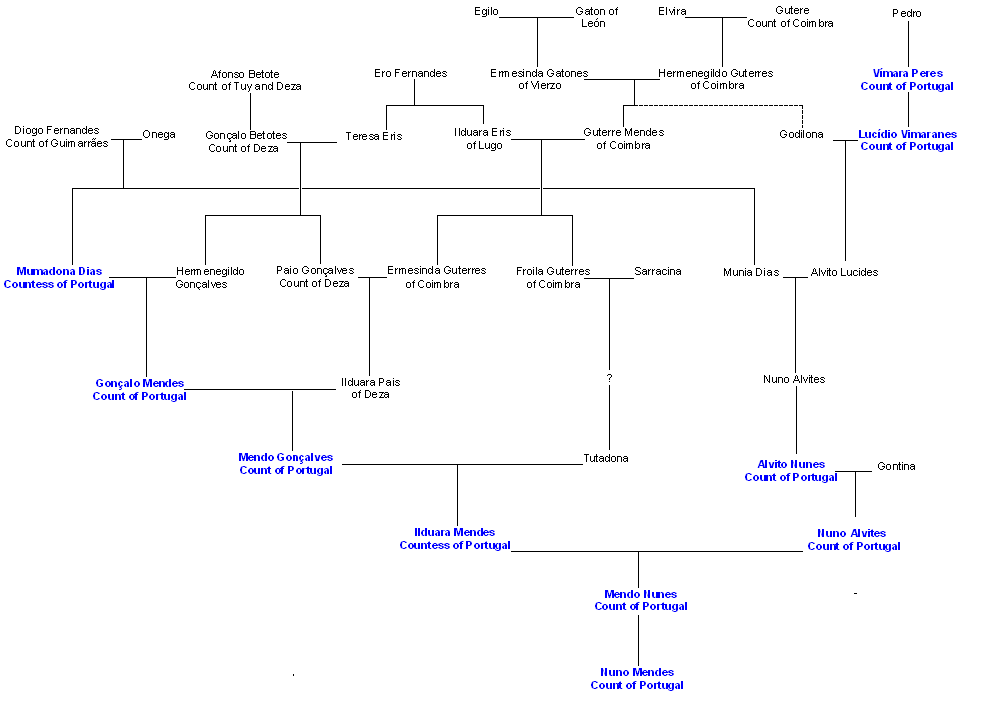
初期ポルトゥカーレ伯の系図

初期
- ヴィマラ・ペレス（英語版）（868年 - 873年）
- ルシディオ・ヴィマラネス（英語版）（873年 - ?）
- エルメネジルド・ゴンサレス（英語版）（924年頃 - 950年頃）
- ムマドナ・ディアス（英語版）（924年頃 - 950年頃）
- ゴンサロ・メネデス（英語版）（950年頃 - 997年）
- メネンド・ゴンサレス（英語版）（997年 - 1008年）
- アルヴィト・ヌネス（英語版）（1008年 - 1015年）
- ヌノ・アルヴィテス（英語版）（1017年 - 1028年）
- イルドゥアラ・メンデス（英語版）（1017年 - 1028年、息子メンドの摂政）
- メンド・ヌネス（英語版）（1028年 - 1050年）
- ヌノ・メンデス（英語版）（1050年 - 1071年）

第2期（ブルゴーニュ王朝）
- エンリケ（1096年 - 1112年）
- テレサ（1112年 - 1128年、息子アフォンソの摂政） 自身の称号はポルトガル女王
- アフォンソ・エンリケス（1112年 - 1139年） 自身の称号はポルトガル公